# Île Dustin
L'île Dustin est une île côtière située dans la mer de Bellingshausen dans l'océan Antarctique, à 25 km au sud-est de l'île Thurston. Longue d'un peu moins de 30 km, elle a une superficie de 286 km2.
L'île est découverte lors d'un survol par avion le 27 février 1940 par le contre-amiral Richard E. Byrd, qui la nomme d'après Frederick G. Dustin, membre de son expédition vers l'Antarctique en 1933-1935.

Carte des îles Thurston, Sherman et Dustin.